# Туга за младенцем Угљешом
„Туга за младенцем Угљешом“ је први сачувани књижевни састав деспотице Јелене (монахиње Јефимије), изгравиран између 1366. и 1371. године на сребрном диптиху, богато украшеном бисером и драгим камењем. Тада је живела у Серу на своме двору, а њен мали син био је сахрањен у Хиландару у гробу њеног оца, ћесара Војихне. Пошто никада није могла да оде на гроб свога сина, за покој душе манастиру је послала ову сребрну иконицу. Иконица се и данас налази у Хиландару.
Запис је уписан на двоструку дрвену иконицу, са две синтаксичке целине где се обраћа Исусу и Богородици. У молитвену књижевност, која је према византијској традицији увек у општим местима, Јефимија уноси дирљиви лични тон: смрт коју је угледала на својим родитељима и на своме сину, на онима који су њу родили и на ономе кога је она родила („на рождаших ме и на рожданом от мене младенцу“) треба да је вазда подстиче на бригу о одласку њене властите душе, тј. о њеној сопственој смрти; она, међутим, не може као хришћанка да суздржи бол због губитка сина јер је на то нагони њена властита материнска природа.
Јефимија или Јелена Мрњавчевић била је кћи угледног властелина у држави цара Душана, кесара Војихне, а пре замонашења била је жена деспота Угљеше. Сматра се и првом женом, писцем у Србији и њена три дела од којих је једно Запис на Хиландарској завеси се сматрају најзначајнијим делима српске средњовековне књижевности.
После погибије мужа у Маричкој бици 1371. године, замонашила се и прешла у Србију. Живела је на двору кнеза Лазара и ту је била очевидац косовског страдања и Лазареве смрти.

### Туга за младенцем Угљешом
Мале иконе но велики дар,
које имају пресвети лик господњи
и пречисте богоматере,
а њих велик и свет муж
дарова младому младенцу
Угљеши Деспотовићу,
Његову неоскрвњену млађахност
преставише у вечне обитељи,
а тело у гробу преда се,
кога изделаше праоци
преступљења ради.
Удостоји, господе Христе,
и ти, о пречиста богомати,
и мене јадну
свагда о разлучењу душе моје да се бринем,
које угледах на онима који су ме родили
и на рођеном од мене младенцу,
за којим жалост непрестано гори
у срцу моме,
по обичају матерњем побеђена.